# SpaceShip III
SpaceShip III, vormals SpaceShipThree genannt, ist ein Raumflugzeugtyp von Virgin Galactic und Nachfolgemodell des SpaceShipTwo.

## Geschichte
Ursprünglichen Planungen aus dem Jahr 2005 zufolge sollte SpaceShipThree nach einem Erfolg von SpaceShipTwo für orbitale Raumflüge entwickelt werden. Im Jahr 2008 wurden Pläne bekannt, wonach SpaceShipThree für suborbitale Punkt-zu-Punkt-Flüge um die Erde verwendet werden sollte. Dies würde die Dauer derzeitiger Langstreckenflüge erheblich verkürzen.
Der Rollout des ersten SpaceShip-III-Exemplars fand am 30. März 2021 statt. Es trägt den Namen VSS Imagine und unterscheidet sich äußerlich – abgesehen von einer neuen Lackierung – kaum von einem SpaceShipTwo.

## Konstruktion
Nach Angaben von Virgin Galactic wurde die Konstruktion des Flugzeugs erheblich geändert. Dadurch sei das SpaceShip III schneller herstellbar, einfacher zu warten und leichter als das SpaceShipTwo. Das niedrigere Gewicht bei gleicher Tragfähigkeit ermöglicht die Erhöhung der Passagierzahl von vier auf die ursprünglich auch für SpaceShipTwo geplanten sechs Personen.